# Pomnik bitwy pod Sokołowem

Plan sytuacyjny pomnika

Pomnik bitwy pod Sokołowem – pomnik upamiętniający ofiary bitwy pod Sokołowem stoczonej 2 maja 1848 w czasie powstania wielkopolskiego 1848. W bitwie tej naprzeciw wojskom pruskim dowodzonym przez gen. A. Hirschfelda stanął oddział powstańców polskich wraz z tutejszymi chłopami pod dowództwem Ludwika Mierosławskiego. W zwycięskiej potyczce dla Polaków zginęło ponad 300 powstańców. Wydarzenie to upamiętnia również Pieśń o 1848 roku. Pomnik wykonano według wskazówek Cypriana Kamila Norwida, który pisał w jednym ze swoich listów: ...Niech na pomniku dla poległych będzie lemiesz i szabla w krzyż złożone, a nad niemi drugi krzyż. A ten pomnik niech będzie na usypanej wpierw mogiłce, bo mogiła rzecz ważna w symbolice słowiańskiej.

## Lokalizacja
Pomnik znajduje się przy drodze krajowej nr 15 na skraju wsi Sokołowo niedaleko miasta Września w powiecie wrzesińskim, w województwie wielkopolskim.

## Historia pomnika
Pomnik wzniesiono jesienią 1848, jego uroczyste poświęcenie odbyło się 23 listopada 1848. W 1926 dzięki hojności hrabiego Mycielskiego obiekt ogrodzono płotem ze stylizowanych kos bojowych.  W czasie okupacji niemieckiej pomnik został zniszczony przez hitlerowców. Po II wojnie światowej w 1945 obiekt został zrekonstruowany, natomiast w 1961 pomnik umieszczono na ośmiometrowym kurhanie. W 1998 obiekt został odnowiony z okazji 150. rocznicy Wiosny Ludów.

## Inne obiekty upamiętniające ofiary bitwy pod Sokołowem
- Mogiła powstańców poległych 2 maja 1848 w bitwie pod Sokołowem na Cmentarzu Farnym we Wrześni

## Galeria

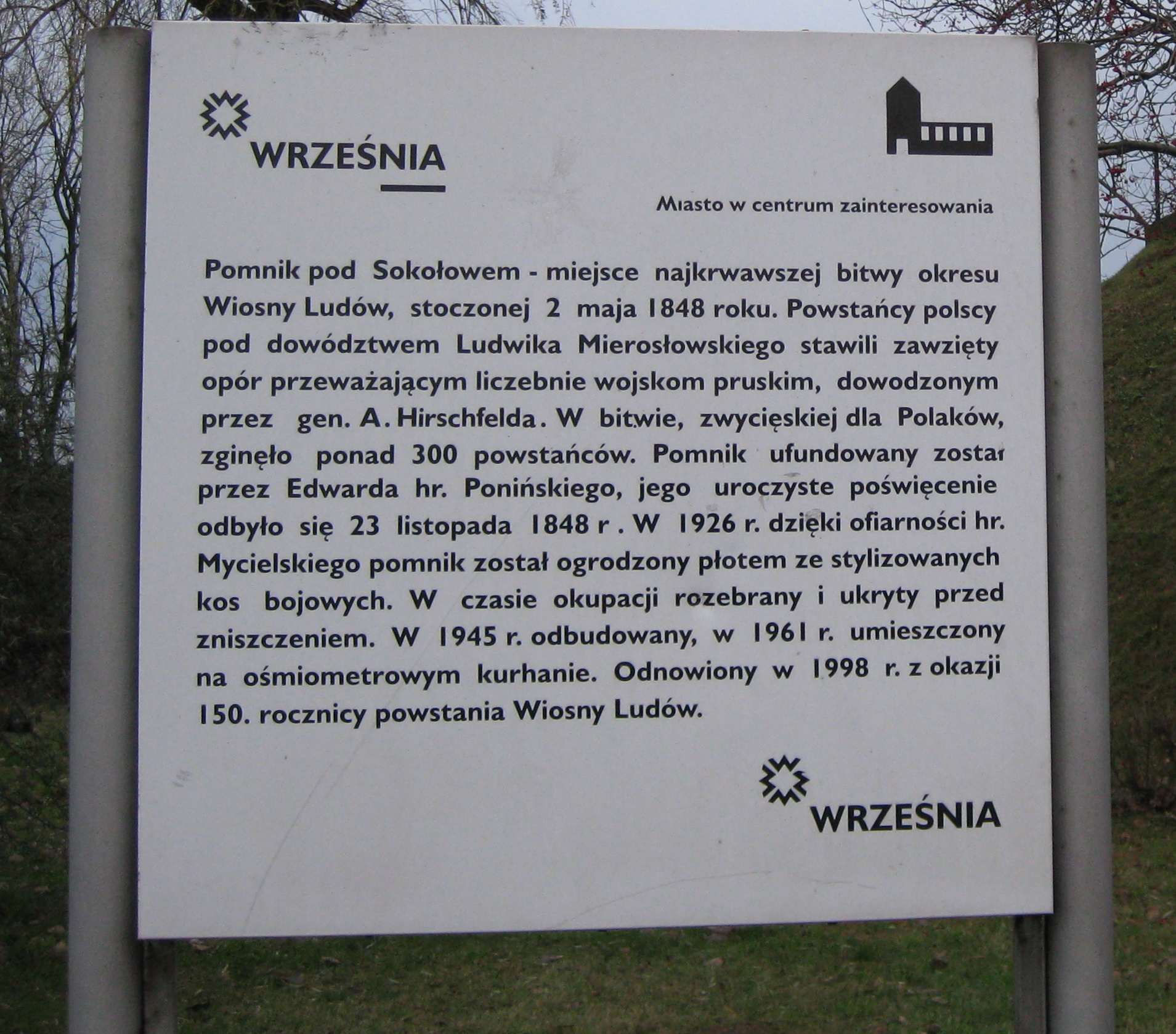
Tabliczka informacyjna przy pomniku
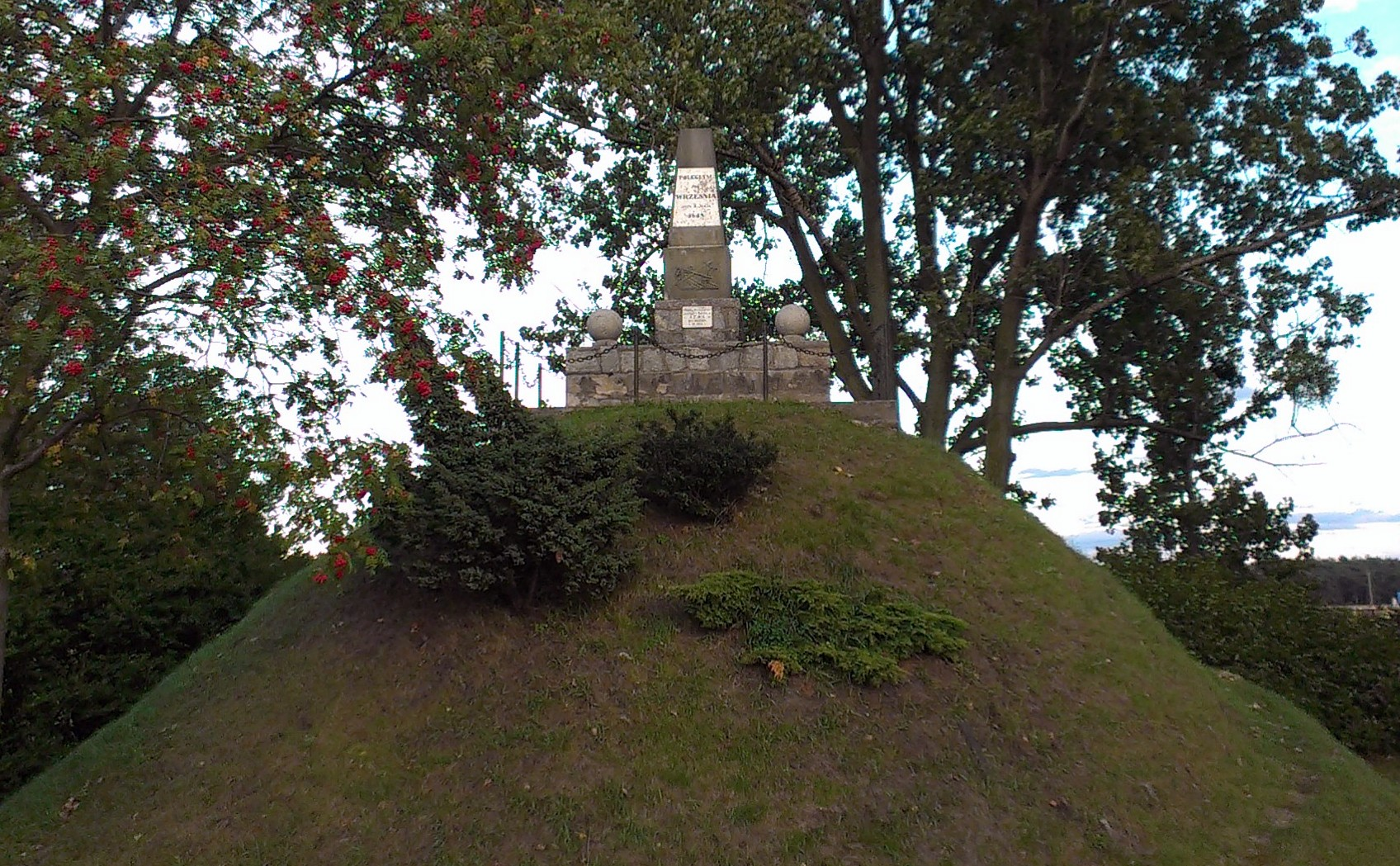
Kopiec
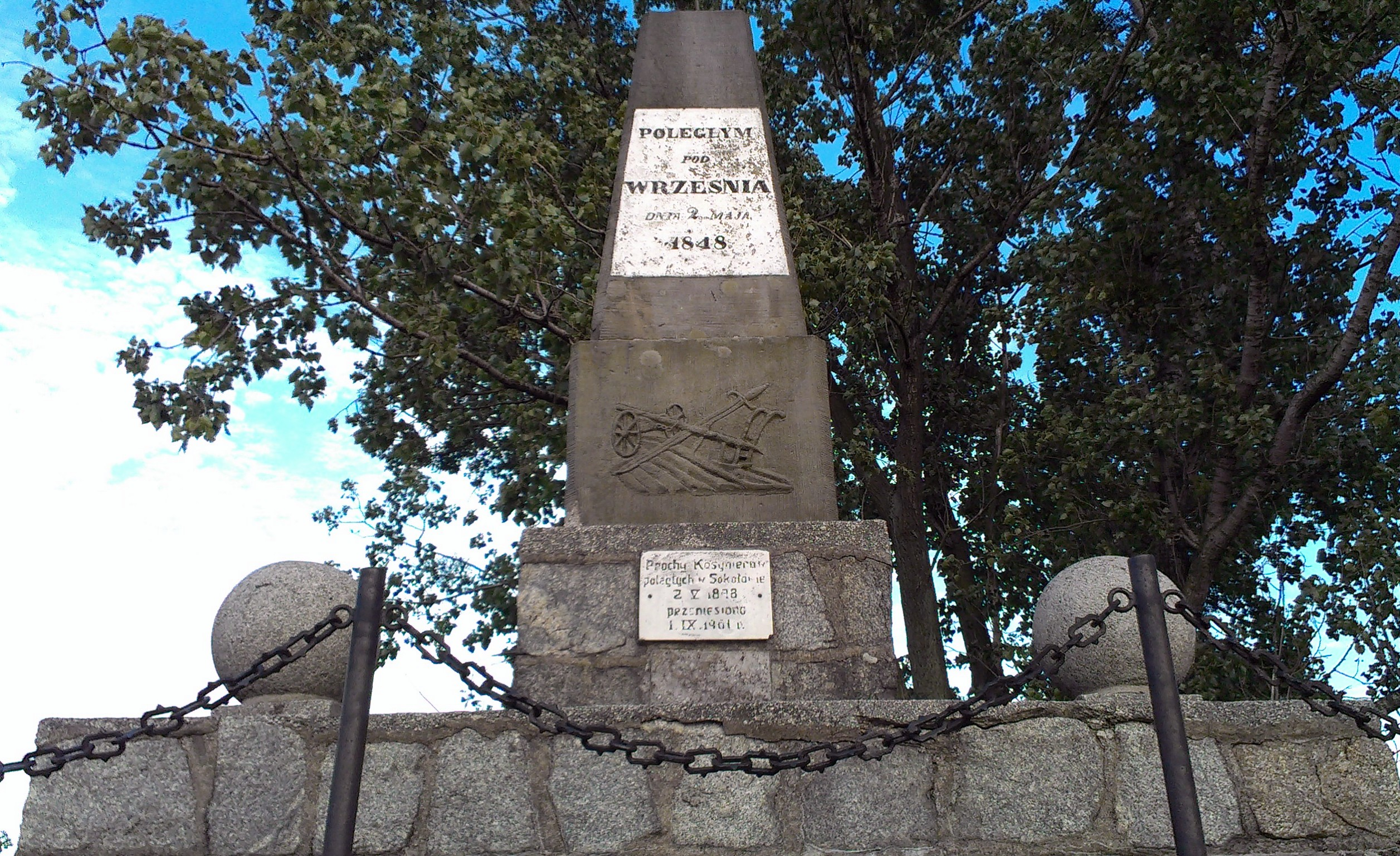
Pomnik
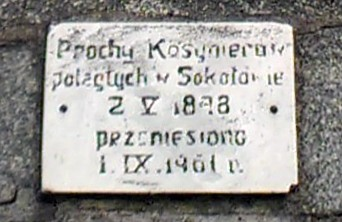
Tabliczka na pomniku
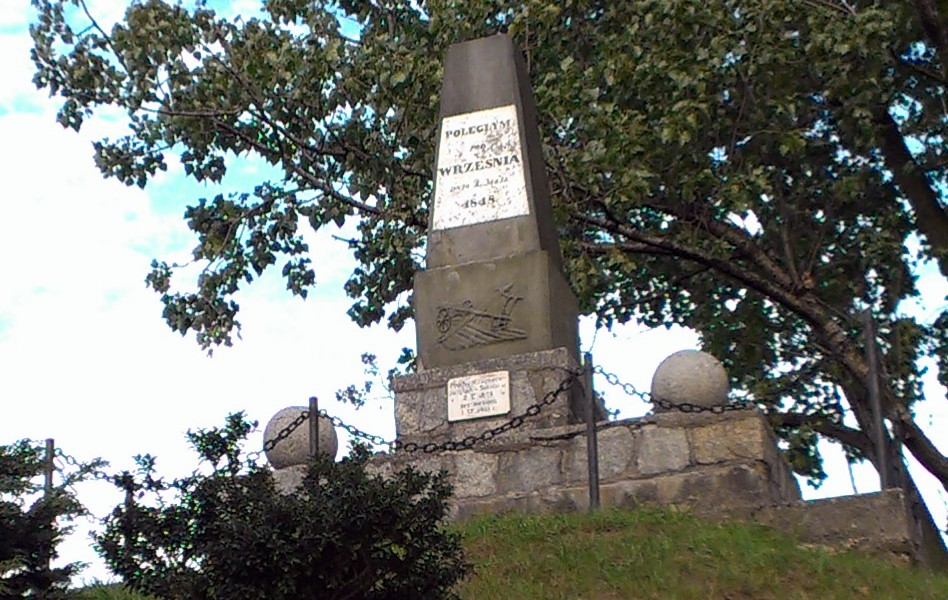
Pomnik